# Coca-Cola
 Ovo je glavno značenje pojma Coca-Cola. Za tvrtku koja proizvodi ovo piće pogledajte The Coca-Cola Company.
Coca-Cola je bezalkoholno piće (kola) od biljnih ekstrakata. Najpoznatije je piće, a ujedno i druga najpoznatija riječ na svijetu - odmah poslije riječi OK. Osmišljena je 8. svibnja 1886. godine, a autor je dr. John Pemberton. Njezina je formula jedna od najvećih svjetskih tajni. Drugo ime Coca-Cole je "Coke". To je u isto vrijeme i jedan od razloga što je Atlanta dobila organizaciju Olimpijskih igara 1996. godine, na stogodišnjicu moderne povijesti ovih igara, a istovremeno i stogodišnjicu Coca-Cole. Coca-Cola je danas nakon više od sto godina postojanja jedan od najpoznatijih svjetskih brandova.
Dana 8. svibnja 1886., u jednom američkom dvorištu grada Atlante, farmaceut dr. John Pemberton kuhao je u svom bakrenom loncu kopiju francuskog vina zvanog kola, pri čemu je napravio Coca-Colu, ali koja nije bila gazirana. Uskoro je saznao da, kako bi piće bilo gazirano, treba dodati ugljični dioksid. No, kola je propala zbog nedostatka novca, pa je zbog toga John Pemberton objavio u lokalnim novinama da traži suradnika koji će mu dati 2000 USD za rad, no tvrtka je propala. Nije poznato koliko, ali je sigurno da The Coca-Cola Company potroši jako puno novca u marketinške svrhe. Primjer tomu je čak i njihov prvi film − Tvornica radosti koji je premijerno prikazan 2007. godine, a u Hrvatsku stigao je na početku 2008. godine.

## Sastojci pića
Sva bezalkoholna gazirana pića na svijetu imaju približno istu formulu: 90% vode i 10% šećera.
Voda i šećer su, dakle, osnovni sastojci i Coca-Cole, kojima se dodaje ugljični dioksid, karamel, ortofosforna kiselina, prirodne arome i kofein.
Voda mora biti pročišćena na isti način svugdje u svijetu kako bi Coca-Cola imala isti okus, bez obzira na mjesto proizvodnje.
Šećer u Coca-Coli ima 100 grama po litri. Uz pomoć kiselina, šećer se pretvara u glukozu i fruktozu. Varijanta Coca-Cole je i Diet Coke bez šećera, s energetskom vrijednošću 1,8 kcal/L.
Ugljični dioksid je plin koji omogućuje da, uz pomoć mjehurića, brže prenese tipični ukus pića, dok karamel daje Coca-Cola tipičnu tamnu boju koja se postiže i uz minimalne količine.
Ortofosforna kiselina ima veoma važnu ulogu konzervansa. Ona je prisutna u prirodi, prije svega u jabukama, i osnovni je sastojak u pripremi sirupa.
Kofeina u jednoj litri Coca-Cole ima 100 mg, to je količina koja se može naći u jednoj šalici bijele kave.
Prirodne arome su u stvari svi oni sastojci koji u kompleksu ekstrakta i prirodnih esencija cvijeća, voća, listova korijenja i sl. čine srž formule Coca-Cole, industrijsku tajnu, a koja Coca-Coli daje karakterističan slatko-gorak okus.

## Zanimljivosti
Limenka crvene boje, simbol Coca-Cole je nastala kao "oruđe rata". Dogodilo se to u vrijeme izmjena u Koreji gdje je bilo nemoguće slanje Coca-Cole u dotadašnjem pakiranju, u staklenim čašicama. Istraživači u kompaniji dali su se na posao i godinu dana kasnije predstavili potpuno novo pakiranje: limenku koja se otvara bez otvarača, jednostavnim pritiskom prsta.
Popularnost pića znanstveno je izučavana putem istraživanja koje je obavljeno u Chicagu pedesetih godina: preko 400 anketiranih imali su pred sobom četiri slike tada najpoznatijih američkih proizvoda − čaša Coca-Cole, automobil Ford, Ronson upaljač i Parker pero. Čak 99,75% je prepoznalo marku Coca-Cole, 81% upaljač, 75% automobil Ford, a tek 64% pero.
NASA je u jednom eksperimentu na svemirskoj letjelici odlučila uključiti i Coca-Colu. Bio je 12. lipanj 1985. godine, kad je po prvi put na izborniku astronauta bio poslužen soft-drink.
Među nedavnim istraživanjima koja su obavljena na sveučilištu Harvard, pokazalo se da je, poslije riječi OK, Coca-Cola druga najpoznatija riječ na svijetu.
Neki tvrde da Coca-Cola ima digestivna svojstva, drugi da ima svojstva analgetika. U Brazilu se smatra da je Coca-Cola afrodizijak.
Prije nekoliko godina New York Times je napisao interesantnu tezu u vezi globalizacije i utjecaja multinacionalih kompanija: Možeš pokušati pobjeći, ali se ne možeš sakriti. Prije ili kasnije, bez obzira koliko ti misliš da si pobjegao od udobnosti i navika modernog svijeta, Coca-Cola će te pronaći. Možeš otići na Himalaju, na otoke bogate ribom i šibana uraganima daleko od obale Nikaragve, u kolijevku civilizacije ako možeš. Uvijek ćeš naići na Coca-Colu koja te čeka.

## Coca-Cola u Hrvatskoj
Hrvatska je podružnica Coca-Cole osnovana 1967. godine, 1968. godine počela je proizvodnja i distribucija u zagrebačkoj Sachsovoj ulici. U Solinu se 1996. godine otvara linija negaziranih sokova u kartonskoj ambalaži, a 1999. godine linija negaziranih sokova u staklenim nepovratnim bočicama.

### Proizvodi u Hrvatskoj
- Coca-Cola Classic (1968.)
- Coca-Cola Zero/Light (travanj 2006.)[3]
- Coca-Cola Cherry (srpanj 2013.)
- Coca-Cola Vanilla (2013.)
- Coca-Cola Life (2016.)
- Coca-Cola Zero Lemon (2018.)

## Vanjske poveznice
- Coca-Cola Community Hrvatska (hrvatski)
- Coca-Cola Worldwide Official Site (engl)
- The Coca-Cola Company (engl)
- Coca-Cola HBC Hrvatska d. o. o. Hrvatska tehnička enciklopedija, portal hrvatske tehničke baštine. LZMK